# Tāzehābād-e Āşef
Tāzehābād-e Āşef (persiska: تازِهابادِ آصِف, تازه آباد آصف) är en ort i Iran.   Den ligger i provinsen Kurdistan, i den nordvästra delen av landet, 400 km väster om huvudstaden Teheran. Tāzehābād-e Āşef ligger 2 089 meter över havet och antalet invånare är 238.
Terrängen runt Tāzehābād-e Āşef är huvudsakligen kuperad, men åt sydost är den platt. Terrängen runt Tāzehābād-e Āşef sluttar norrut. Runt Tāzehābād-e Āşef är det ganska glesbefolkat, med 28 invånare per kvadratkilometer. Närmaste större samhälle är Golāneh, 8,1 km nordost om Tāzehābād-e Āşef. Trakten runt Tāzehābād-e Āşef består i huvudsak av gräsmarker.